# Sciophila insignis
Sciophila insignis är en tvåvingeart som beskrevs av Zaitzev 1982. Sciophila insignis ingår i släktet Sciophila och familjen svampmyggor. Inga underarter finns listade i Catalogue of Life.